# Erhard Schnarrer
Erhard Schnarrer (* 28. April 1939 in Groß-Schönau; † 27. März 2013 in Plau am See) war ein deutscher Arzt und Politiker der DDR-Blockpartei Liberal-Demokratische Partei Deutschlands (LDPD).

## Leben
Schnarrer stammte aus einer Arbeiterfamilie. Nach dem Besuch der Schule schlug er eine Ausbildung zum Chemiefacharbeiter und Mediziner ein. Er wurde Facharzt für Arbeitshygiene und war als solcher Leitender Arzt des Betriebsambulatoriums des VEB Hydraulik Nord in Parchim. 1972 promovierte Schnarrer an der Universität Jena zum Dr. med. Das Thema seine Dissertation lautete Dünnschichtchromatographisch-kolorimetrische und gaschromatographische Untersuchungen über Verteilung und Verhalten kutaner Sterine des Gesunden und in klinisch unbefallener Haut des Psoriasis-vulgaris-Kranken. 
Er trug den Titel Medizinalrat und lebte zuletzt in Plau am See.

## Politik
In der DDR wurde er Mitglied der LDPD. In den beiden Wahlperioden von 1971 bis 1976 und von 1976 bis 1981 war Schnarrer Mitglied der LDPD-Fraktion in der Volkskammer.